# Ганиева, Луиза Шавкатовна
Луиза Шавкатовна Ганиева (узб. Luiza Shavkatovna G'aniyeva; род. 11 ноября 1995 года, Карши, Кашкадарьинская область, Узбекистан) — узбекская спортсменка по художественной гимнастике, член сборной Узбекистана, мастер спорта Республики Узбекистан международного класса. Участница Летних Олимпийских игр 2016, призёр Чемпионатов Азии по художественной гимнастике.

## Карьера
В 2002 году начала заниматься художественной гимнастикой в городе Карши, а с 2010 года тренируется у Людмилы Поливановой.
В 2011 году на Чемпионате мира по художественной гимнастике в Монпелье (Франция) в групповых упражнения по сумме набрала 47.800 очков и заняла восемнадцатое место. В 2013 году участвовала на Чемпионате мира по художественной гимнастике в Киеве (Украина) в групповых упражнениях в сумме набрала 27.399 очков и заняла лишь девятнадцатое место. На Чемпионате Азии по художественной гимнастике в Ташкенте в групповых упражнениях завоевала в многоборье и упражнении с десятью булавами бронзовые медали континента.
В 2014 году Ганиева принимала участие на Чемпионате мира по художественной гимнастике в Измире (Турция) в групповых упражнениях. По сумме двух упражнения команда Узбекистана набрала 30.116 очков и заняла лишь шестнадцатое место.
В 2015 году Луиза на Чемпионате мира по художественной гимнастике в Штутгарте (Германия) в групповых упражнения по сумме двух упражнений набрала вместе с командой 32.566 очков и заняла лишь десятое место. На Чемпионате Азии по художественной гимнастике в Чечхон (Республика Корея) в групповых упражнения в многоборье и с лентами завоевала бронзовые медали.
В апреле 2016 года прошли Олимпийские тестовые соревнования в Рио-де-Жанейро (Бразилия), где команда Узбекистана вместе с капитаном команды Луизой набрала 32.832 очков и заняла второе место, тем самым получив лицензию на Олимпийские игры. Перед играми тренировалась вместе с командой в городе Хьюстон (США). На XXXI Летних Олимпийских играх в Рио-де-Жанейро (Бразилия) в групповых упражнениях, в квалификации команда Узбекистана набрала всего 31.166 очков и заняла двенадцатое место, но не прошла в финальную часть турнира.
В 2017 году принимала участие на Чемпионате Азии по спортивной аэробике в Улан-Батор (Монголия) в индивидуальных упражнениях, но в квалификации набрала всего 16.650 очков и не прошла в финальную часть турнира.